# Amniocentéza
Amniocentéza je prenatálně diagnostický výkon – odběr a následné vyšetření plodové vody. Vyšetření má za cíl diagnostikovat včas chromozomální abnormity plodu. Provádí se ambulantně. Hospitalizace se doporučuje pouze v případech vícečetného nebo rizikového těhotenství.

## Postup
Amniocentéza se provádí mezi 16. a 20. týdnem od prvního dne poslední menstruace. Kultivace buněk trvá asi 10–21 dní. Senzitivita metody je 99–99,6 %.
Podstatou výkonu je odběr asi 20 ml amniové dutiny plodu velmi tenkou jehlou (0,7–0,9 mm) pod kontrolou ultrazvuku. Plodová voda obsahuje buňky plodu (amniocyty), které se kultivují a vyšetřuje se z nich tzv. karyotyp plodou. Molekulární analýzou amniocytů (AmnioPCR) lze získat informace o trizomiích 13, 18, 21 a pohlaví plodu obvykle do 24–48 hodin.
Pro genetickou analýzu se buňky ze vzorku množí v tkáňové kultuře a pak se analyzuje jejich genetická výbava. Vyšetřují se po obarvení optickým mikroskopem, kde mohou být vidět tzv. chromozomální aberace – tj. změny počtu chromozomů. Nejznámější vadou vzniklou na podkladě změny počtu chromozomů je Downův syndrom.
Biochemicky se dnes voda plodová prakticky již nevyšetřuje, jen ve zcela konkrétních vzácných situacích.

## Možná rizika
Amniocentéza je v České republice indikována především na základě zvýšeného rizika aneuploidií, zjištěného ze screeningu. Riziko komplikací se uvádí asi 0,5–1,0 %, tj.asi 1 na 100–200 výkonů. Komplikací je nechtěná ztráta těhotenství. Nejvíce jsou ohrožené ženy s vícečetným těhotenstvím a ženy, u nichž  se riziko potratu (krvácení, bolesti) vyskytovalo již před samotným odběrem, např. u žen s myomatozní dělohou nebo dělohou deformovanou vazivovým septem (přepážka v dutině děložní).
Jen asi jedna ze sta provedených amniocentéz má skutečně patologický výsledek. Je na těhotné, jak s touto informací naloží. Obvykle konzultuje výsledek s genetikem.
Alternativou amniocentézy je biopsie choria (CVS), která se provádí mezi 12. až 15. týdnem těhotenství. Její riziko je stejné jako u amniocentézy.